# Szavazás
A szavazás egy csoport, például egy gyűlés vagy egy ország állampolgárai által alkalmazott módszer, amellyel kollektív döntést hoznak vagy véleményt nyilvánítanak, általában megbeszéléseket, vitákat vagy választási kampányokat követően. A modern demokráciákban szavazással választják meg a legfontosabb tisztségviselők legalább egy részét. A szavazásra jogosultakat általában választóknak, míg a szavazásban (vagy választásban) részt vevőket szavazóknak szokták nevezni.
Számos különböző szavazási rendszer létezik, amelyek használata más-más eredményeket nyújthat, akkor is, ha a szavazók akarata ugyanaz, valamint különböző rendszerek különböző célokat szolgálhatnak.
Különböző szervezetekben a szavazás többféleképpen történhet. Formális szavazásokon (gyakran politikai vagy vállalati környezetben) általában szavazólapon szavaznak, például Magyarországon választásokon és népszavazásokon, ilyenkor a szavazás szinte mindig titkos. Bizonyos országok és testületek elektronikus szavazórendszereket is használnak, például a magyar Országgyűlés képviselői is gyakran így szavaznak (ilyen rendszerek szolgálhatnak akár nyílt, akár zárt szavazásra is). A formális szavazásnak ma már ritkán használt formája, amikor szóban, egyenként adhatják le a szavazataikat a választók.
Informális szavazást általában kézfeltartás útján vagy szóbeli megegyezéssel (tiltakozás hiányában) vagy elektronikusan. Informális szavazásokat tarthatnak politikai vagy vállalati környezetben bizonyos kérdésekben és helyzetekben, de emberek csoportjai mindennapi helyzetekben is szoktak valamilyen szavazással dönteni.

## Fordítás
Ez a szócikk részben vagy egészben  a   Voting című angol Wikipédia-szócikk fordításán alapul.  Az eredeti cikk szerkesztőit annak laptörténete sorolja fel. Ez a jelzés csupán a megfogalmazás eredetét és a szerzői jogokat jelzi, nem szolgál a cikkben szereplő információk forrásmegjelöléseként.